# Carrefour de la Patte-d'Oie
Le carrefour de la Patte-d'Oie est une voie située dans le 12e arrondissement de Paris, en France.

## Situation et accès
Le carrefour est situé dans le sud-est du bois de Vincennes, à l'intersection de la route de la Tourelle, de la route de Bourbon, de la route Dauphine et de la route de la Demi-Lune.

## Historique
Autrefois situé sur le territoire de Saint-Maurice, la voie a été annexée à Paris par décret le 18 avril 1929.